# Satoshi Furukawa
Satoshi Furukawa (Japans: 古川 聡, Furukawa Satoshi) (Yokohama, 4 april 1964) is een Japans ruimtevaarder. In 2011 verbleef hij 167 dagen aan boord van het Internationaal ruimtestation ISS.
In 1999 werd Furukawa geselecteerd als astronaut. Furukawa’s eerste ruimtevlucht was Sojoez TMA-02M en vond plaats op 7 juni 2011. Deze vlucht bracht de bemanningsleden naar het ISS. Hij maakte deel uit van de bemanning van ISS Expeditie 28 en 29. In 2023 begon hij aan zijn tweede missie.